# Cavum de Meckel
Pour les articles homonymes, voir Cavum.

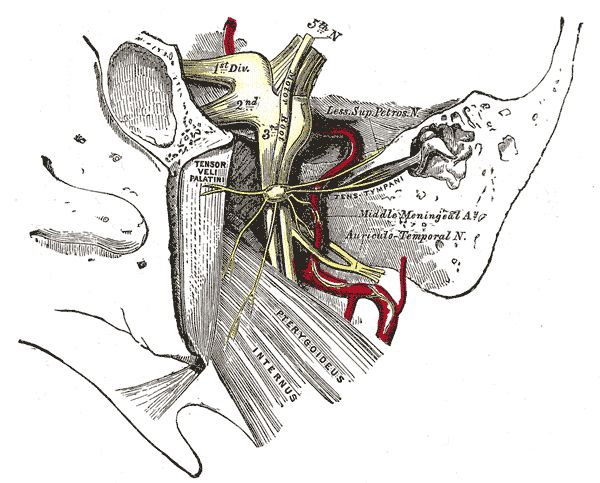
Le ganglion trigéminal et ses branches sont représentés ici par la 1re division, la 2e division et la 3e division. La grotte du trijumeau abrite ce ganglion.

Le cavum de Meckel ou le cavum trigéminal (en latin : cavum Meckelii ou cavum trigeminale) est une poche formée par un dédoublement de la dure-mère située sur la face endocrânienne antérieure du rocher du temporal contenant le ganglion trigéminal.

## Histoire
Il est nommé d'après Johann Friedrich Meckel, le Jeune, un anatomiste allemand, qui en a fait la première description en 1832 .

## Structure
Le cavum trigéminé est formé par deux feuillets de dure-mère, le feuillet périosté et le feuille méningé, qui sont une évagination de la fosse postérieure et plus précisément de la tente du cervelet, vers la fosse crânienne moyenne, dans l'apex pétreux de l'os temporal. Ce dédoublement forme une cavité et enveloppe le ganglion trigéminé. 
Le cavum trigéminé est entouré de plusieurs structures : le tente du cervelet au dessus et en dehors, la partiel latérale du sinus caverneux en haut et en dedans, le clivus médialement, et la face pétreuse postérieure en bas et en dehors .

## Pathologie
Le cavum de Meckel peut être le siège de nombreuses lésions. Les tumeurs les plus fréquemment rencontrées sont les neurinomes et les méningiomes .